# Meilenstein (Eisleben)
Der Meilenstein von Eisleben ist ein Kleindenkmal in der Halleschen Straße in der Lutherstadt Eisleben im Landkreis Mansfeld-Südharz in Sachsen-Anhalt.

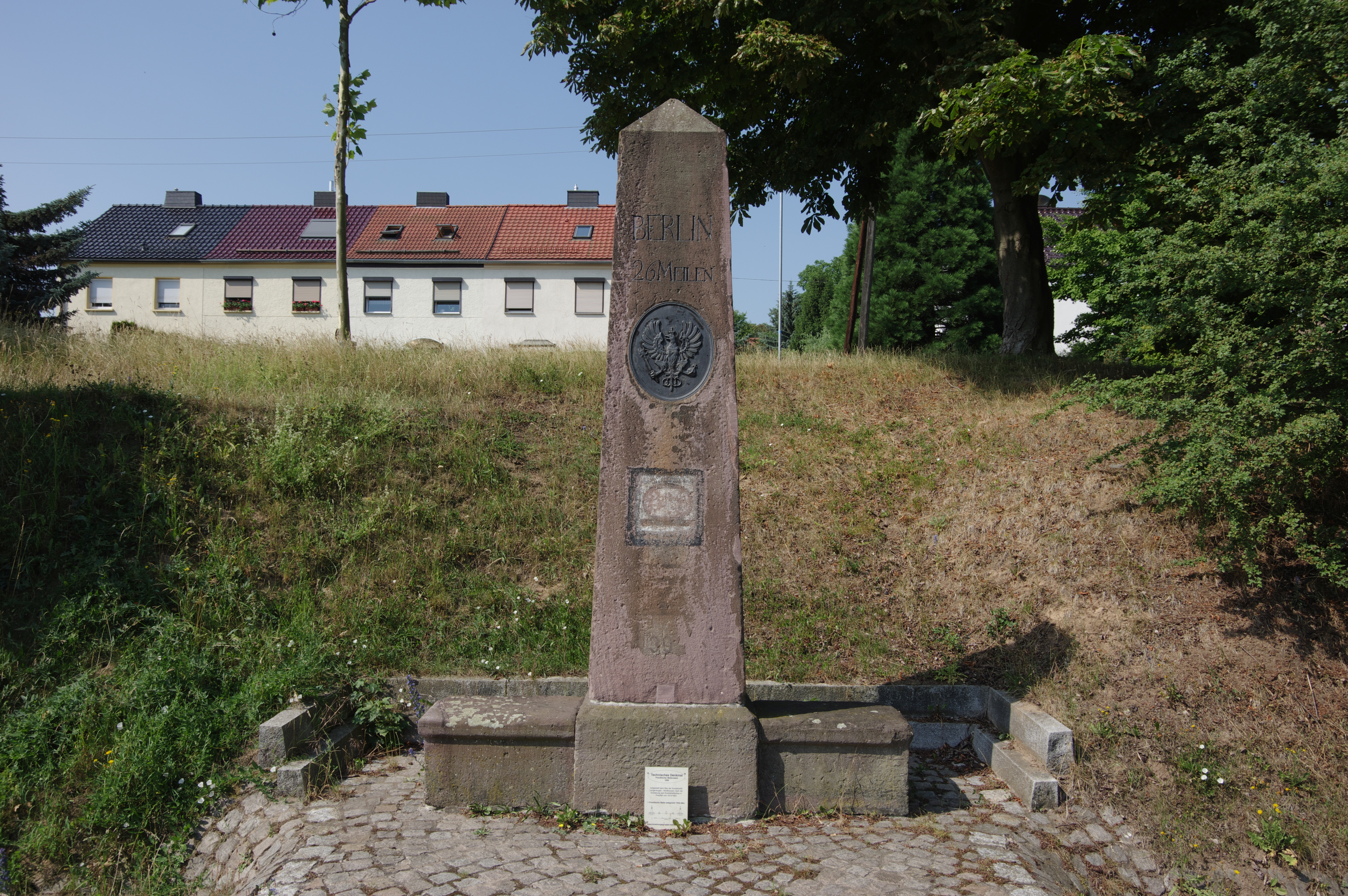
Preußischer Ganzmeilenobelisk in Eisleben (2015)

## Historische Einordnung des Standortes
In der Lutherstadt Eisleben gibt es heute drei Meilensteine. Einer stammt aus dem Wimmelburger Hölzchen  und steht auf dem Kronenfriedhof, die anderen beiden stehen auf der Flur des einstigen Dorfes Helfta, das nach Eisleben eingemeindet wurde. Zur besseren Unterscheidung wird der östliche nach Helfta, der westliche nach Eisleben benannt. Beide stehen an der Halleschen Straße, die mittlerweile von der Bundesstraße 80 zur Landesstraße 151 herabgestuft wurde. Als sie in den Jahren 1824 bis 1826 von Langenbogen nach Nordhausen erbaut wurde, war sie Teil eines Großprojektes, das in den 1820er Jahren eine durchgehende preußische Staatschaussee zwischen Berlin und Kassel schuf.
Nahe der einstigen Flurgrenze zwischen Helfta und Eisleben befindet sich ein Ganzmeilenobelisk, der die Entfernung nach Berlin mit 26 Meilen angibt. Eine preußische Meile entspricht 7,532 Kilometern, der Stein steht also ungefähr 195 Kilometer vom Dönhoffplatz in Berlin entfernt, auf dem der Nullpunkt mit einem Obelisken markiert ist. Zudem finden sich die Inschriften Eisleben 1/2 Meile und Halle 3 3/4 Meilen, also Entfernungsangaben zu den beiden nächstgelegenen Städten. Er besteht aus Siebigeröder Sandstein, die klassizistische Schriftart ist als römische Kapital-Schrift identifiziert worden.
Allerdings steht er heute von Eisleben nur eine Viertelmeile und dafür von Halle 4 Meilen (etwas mehr als 30 Kilometer) entfernt. Diese Verrückung der Meilensteine um eine Viertelmeile betrifft den gesamten Straßenzug nach Halle (Saale) und hängt vermutlich mit einem neuen Nullpunkt zusammen, der nicht mehr Berlin, sondern nun Halle war, denn zuvor war der früher in der Berliner Straße (am Roßplatz) vorhandene Ganzmeilenstein (22 Meilen von Berlin) der Bezugspunkt, wohingegen der hallesche Markt recht genau vier Meilen von Eisleben entfernt ist.

## Denkmalschutz und Sanierung
Der Ganzmeilenobelisk steht unter Denkmalschutz und ist mit der Erfassungsnummer 094 16114 im Denkmalverzeichnis registriert. Bereits im Jahr 1985 wurde die Gußadlerplatte erneuert. Eine Nacharbeitung der Inschriften erfolgte im Jahr 2001.
Am Fuß des Meilensteins steht eine Informationstafel der Forschungsgruppe Meilensteine, die die wichtigsten Daten nennt und das Meilenstein-System erklärt. Zudem haben sich mehrere Besonderheiten erhalten, darunter ein historischer Höhenmesspunkt für 120 m ü. N. N. und die Inschrift aus der Zeit nach der Umstellung auf Kilometer, die noch blass als 30 zu erkennen ist. Der Distanzanzeiger stand 180 Jahre lang dicht an der Straße, wurde aber im Jahr 2005 nach einer Sanierung ein Stück zurück in den Hang hinein versetzt.
In unmittelbarer Nähe befindet sich nordöstlich des Meilensteines das ehemalige preußische Chausseehaus, das aber nur stark verändert erhalten ist. Daher steht es auch nicht unter Denkmalschutz.